# Tirau
Tirau est une ville de Nouvelle-Zélande dans la région de Waikato.

## Situation
Elle est située à 50 kilomètres au sud-est de la cité d’Hamilton.

## Démographie
Sa population était de 690 habitants en 2013.

## Accès
Tirau est une jonction majeure du réseau de la réseau des routes nationales de Nouvelle-Zélande (en).
Juste au sud du centre de la ville à l’intersection de la State Highway1 et la route State Highway 5, où le trafic allant de Auckland à Hamilton sur le trajet de la State Highway 1, se séparent pour aller soit vers Rotorua par la (SH 5) ou vers Taupo par la suite de la (SH 1).
La route State Highway 27 (en), en se séparant de la State Highway 1 au nord de la ville, fournit ainsi une route nord vers la Péninsule de Coromandel et une route alternative vers Auckland, en contournant  Hamilton.

## Activités
Tirau est avant tout une ville agricole mais dans les années récentes elle a bénéficié d’entrées liées au fait de devenir une intersection routière majeure.

## Toponymie
Tirau est en langue Maori, le nom pour une "place des nombreux cabbage trees ou arbres choux typique de ce secteur.
Au XIXe siècle, Tirau qui s’appelait alors «Oxford», fut planifiée pour être une ville de grande taille couvrant la région de Waikato, mais les plans furent modifiés après que la famille Rose, formée d’entrepreneurs, ait acheté de grandes surfaces de terre dans la région, avec l’intention de faire d’important retour sur investissement, quand la demande augmenterait.
La ville d’Oxford devint plus tard un centre de service pour le secteur agricole et changea son nom pour celui de Tirau en 1896, alors que le nom d’Oxford est resté pour la ville de l’Île du Sud.

## Histoire
En 1991, un homme d’affaires local nommé Henry Clothier pensa tirer avantages du caractère relativement peu cher et de l’état naturel du secteur avec l’importance du volume du trafic routier passant à travers la ville, pour ouvrir un magasin d’Antiquités dans le bâtiment de l’ancienne épicerie nommée: Rose Bros.
Beaucoup d’autres investisseurs le suivirent d’où son succès tout le long des années 1990 et jusqu’à actuellement.
La ville de Tirau a construit sa réputation sur le commerce des antiquités, des collections et d’autres niches identiques.
En 2005/2006, le Conseil du District de South Waikato  travailla pour le compte du ward de Tirau en conjonction avec la commune, pour développer un concept de plan pour le futur de la localité de Tirau.
Ce projet prend en compte le succès de la transformation de Tirau dans la dernière décade passé et le lien avec les besoins du :Local Government Act 2002 , avec une insistance nouvelle exprimée dans le Loi pour la gouvernance locale de 2002 (en) pour le bien être, social, économique, environnemental et culturel.

## Tirau aujourd’hui

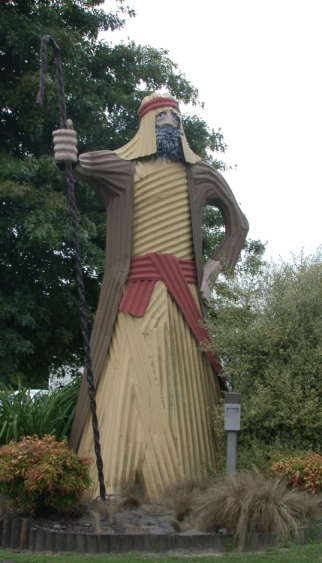
L’église du “bon berger”,vue de l’extérieure de l’église locale

La ville est maintenant bien connue des touristes, qui s’y arrêtent pour les nombreux ateliers d’art local situés dans la ville, utilisant des métaux usagés forgés tôle ondulée (en).
L’église et de nombreux magasin ont ainsi des sculptures en fer et deux d’entre eux sont complètement couverts de ces matériaux: le centre d’information, qui a la forme un chien géant et la:Big Sheep Wool Gallery, qui comme le suggère le nom à la forme d’un mouton .
Le « Château », un grand musée du jouet, est situé à la limite sud de la ville, et fut ouvert en 2000.
Il peut clairement être vu, quand on regarde à partir du centre-ville en direction de Rotorua ou de Taupo.
La laiterie de Tirau est le seul producteur de lactalbumine de Nouvelle-Zélande, un ingrédient clef dans la production de suppléments alimentaires pour le sport .

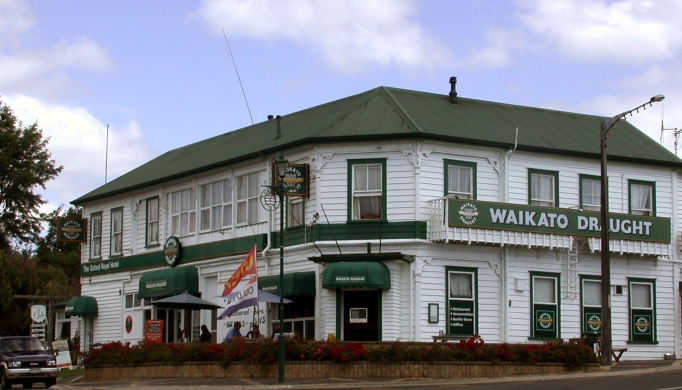
Le pub de Tirau

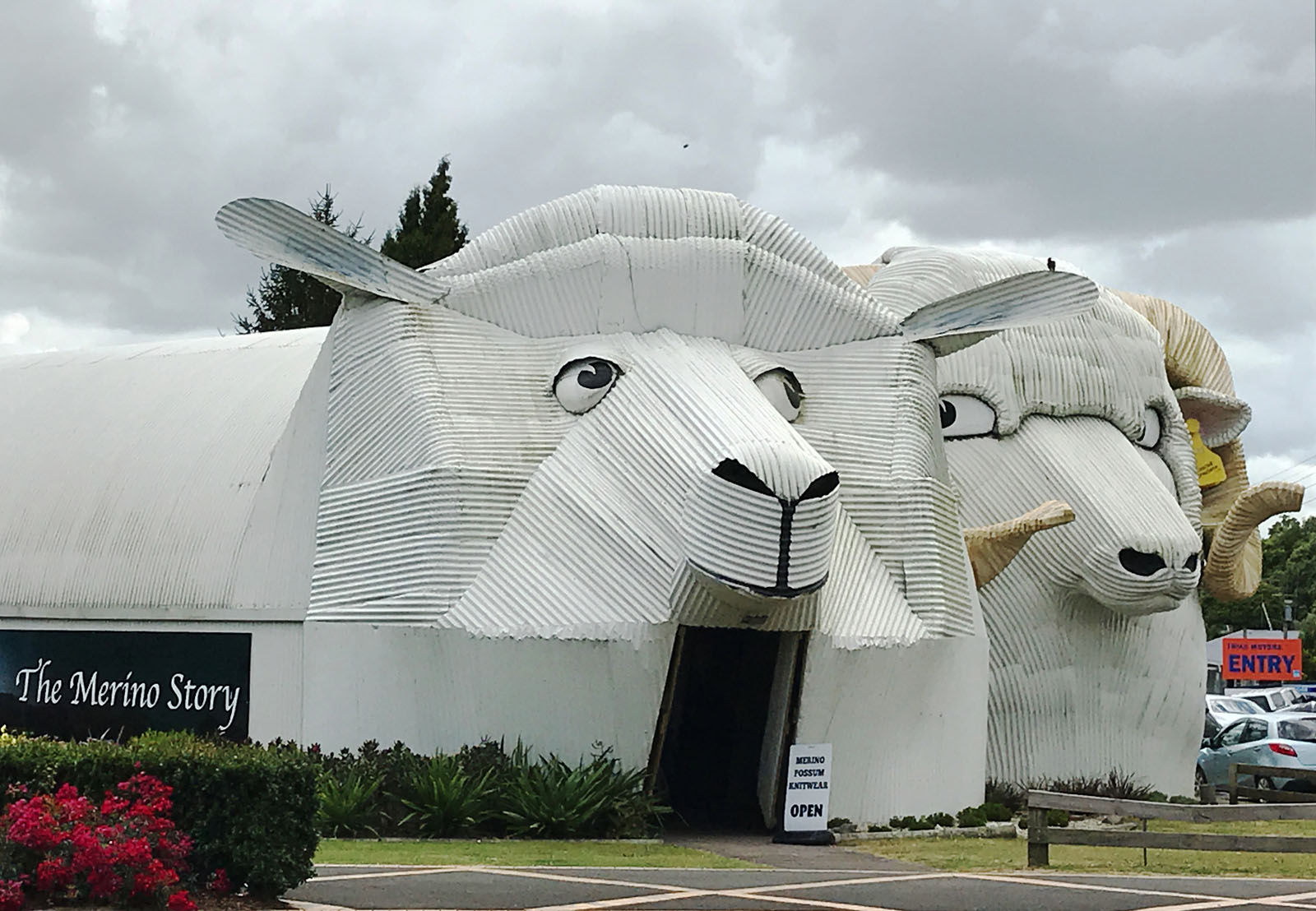
Bâtiments de Tirau en fer ondulé représentant un «chien géant» et un «gros mouton»

## Gouvernance
Tirau est gouverné localement par le conseil du district de south waikato (en).
Nationalement, Tirau est une partie de l’électorat général de Taupō  et l’électorat Māori :Te Tai Hauāuru .

## Éducation
L’école primaire de Tirau est la seule école de Tirau.
C’est une école contribuant au primaire allant des années 1 à 6 avec un effectif de 102 élèves en mars 2019.
L’école secondaire la plus proche est le Collège de Putaruru, située à 8 km au sud de la ville de Tirau dans la localité de Putaruru.